# Renegade Software
Pour les articles homonymes, voir Renegade.
Renegade Software est une société britannique d'édition de jeu vidéo fondé en 1990 à l'initiative de Martin Heath et des Bitmap Brothers. La société est connue pour avoir édité des titres tels que Gods, The Chaos Engine, Turrican 3 et la série Sensible Soccer. L’entreprise est rachetée par Time Warner en 1995 qui la renomme Warner Interactive Entertainment.

## Historique
À l'origine de la société, on retrouve le président du label musical anglais Rhythm King Records, Martin Heath. Son premier contact avec l'industrie vidéoludique remonte à 1988, lorsqu'une jeune équipe de créateurs, The Bitmap Brothers, le sollicite afin d'utiliser la musique d'un de ses artistes, Bomb the Bass (qu'on retrouve dans Xenon 2: Megablast). À l'époque, les Bitmap Brothers sont en pleine ascension et ils se démarquent dans le milieu par leur approche artistique et leur volonté d'indépendance vis-à-vis des sociétés d'édition traditionnelles. Sensible aux considérations du studio (et certainement à son potentiel commercial), Martin Heath va s'intéresser de plus près à cette industrie et constater le peu de crédit qu'elle accorde aux créateurs de jeux. De cette constatation et de la conviction qu'il peut monter un label viable tout étant plus respectueux des créateurs, Renegade Software vit le jour en novembre 1990. La philosophie de la société tend à protéger l'intégrité artistique des développeurs et à leur accorder la reconnaissance qu'ils méritent.
Au terme du contrat les liant à l'éditeur anglais Mirrorsoft, les Bitmap Brothers s'engage avec Renegade. Le premier jeu à sortir sous ce label est Gods, en mars 1991. Outre les productions Bitmap, Renegade édite par la suite les jeux de différents studios comme Sensible Software, Graftgold Creative, Illusion Binary ou encore Factor 5, essentiellement sur le marché Amiga. Ces titres ont généralement reçu un accueil favorable de la presse et du public.
En 1995, la société est absorbée par la multinationale Time Warner qui la renomme Warner Interactive Entertainment.

## Productions
Renegade a produit une vingtaine de jeux originaux. Sauf mention contraire, ces jeux ont été développés par les Bitmap Brothers ou Sensible Software (pour ceux de la série Sensible Soccer).
1991
- Cadaver: The Payoff
- Gods
- Magic Pockets

1992
- Cadaver (réédition)
- Fire and Ice (Graftgold)
- Sensible Soccer
- Sensible Soccer: European Champions 92/93

1993
- Chaos Engine, The
- Turrican 3 (Factor 5)
- Uridium 2 (Graftgold)

1994
- Elfmania (Terramarque)
- Sensible Soccer: International Edition
- Ruff 'n' Tumble (Wunderkind)
- Sensible World of Soccer

1995
- Flight of the Amazon Queen (Interactive Binary Illusions)
- Harpoon Classic (Alliance Interactive)
- Sensible World of Soccer 95/96
- Speedball 2: Brutal Deluxe (version CD32 uniquement)
- Virocop (Graftgold)

1996
- Chaos Engine 2, The
- Sensible World of Soccer: European Championship Edition
- Sensible World of Soccer 96/97